# Crasse (métallurgie)
Pour l’article homonyme, voir Crasse.

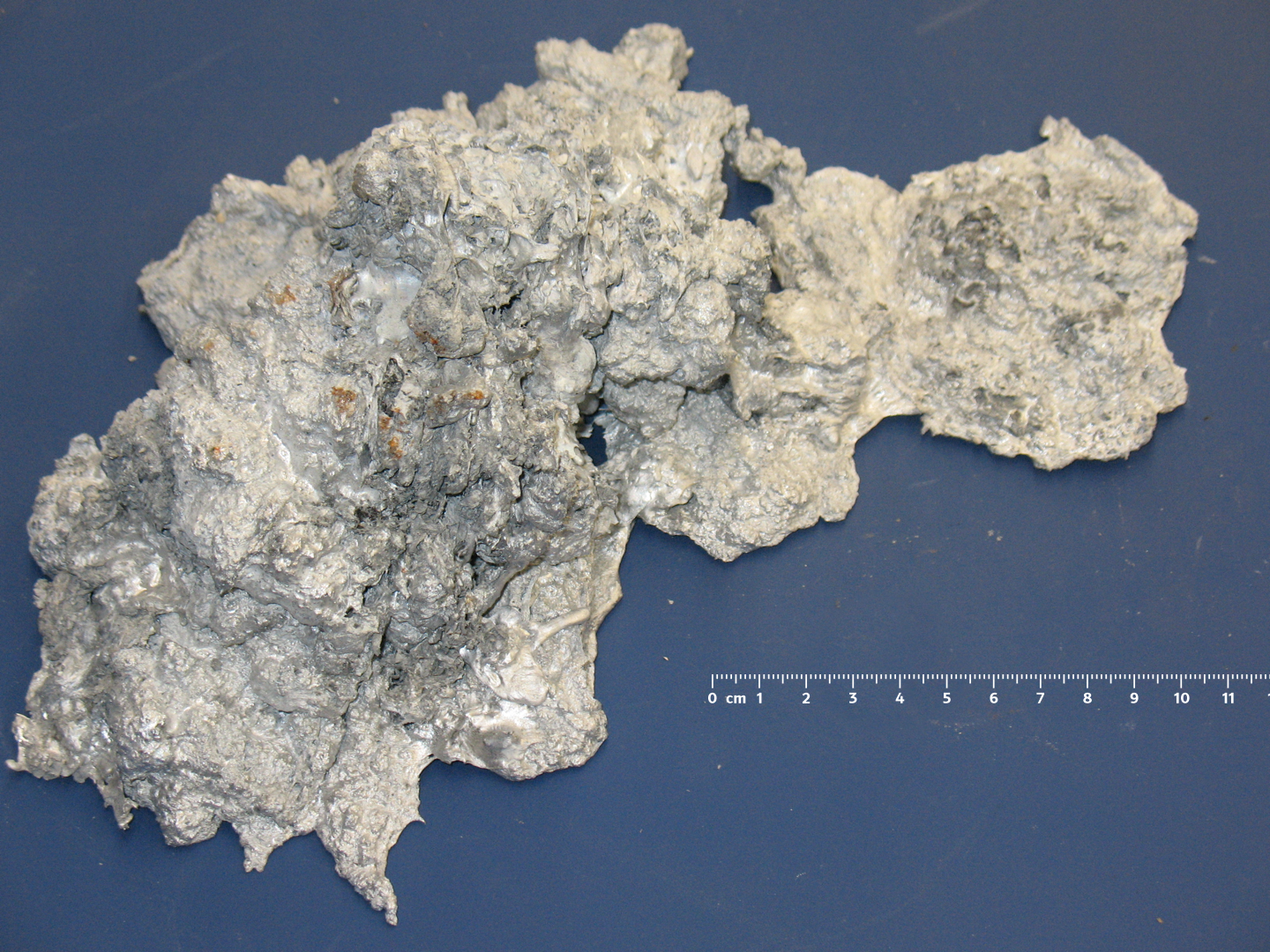
Crasse d'aluminium.

En métallurgie, la crasse, ou plus couramment les crasses, désigne un mélange d'oxydes infusibles et de métal, qui se forme en cours de fusion ou d'élaboration du métal par voie liquide.
Il faut noter que le terme a été utilisé pour désigner tous les types de scories ou de gangues. Mais, avec un peu plus de rigueur, on réserve cette appellation aux scories très infusibles vis-à-vis du métal élaboré. En effet, ce type de scorie ne peut pas restituer la matière noble qu'elle contient, généralement le métal, ou participer à l'affinage.

## Définitions

### Un sens souvent multiple
En métallurgie, le mot s'utilise essentiellement au pluriel. C'est, de manière générale, un agrégats d'oxydes à priori sans valeur, qui est distingué, de manière péjorative, au métal élaboré, c'est-à-dire désoxydé. L'étymologie — le mot vient du latin crassus, « gras », « épais » — oppose aussi cette matière au métal en fusion, beaucoup plus fluide.
Au gré des lieux et des époques, le terme a donc désigné la gangue stérile des minerais, la calamine ou les battitures de forge et de fonderie, les scories, le laitier, etc. Au-delà de la fusion des métaux, il a occasionnellement désigné les stériles de la houille ainsi que toutes les inclusions métallurgiques, quelle que soit leur origine.

### Mais un terme qui convient plutôt aux résidus indésirables
Il convient cependant de noter que, dans un contexte où on cherche à maîtriser la composition des oxydes, le terme ne désigne plus que les résidus sans intérêt :
- le laitier de haut fourneau, normalement blanc car exempt de fer, devient une « crasse » noirâtre et infusible en cas de déréglage : « C’est vraiment quand le fourneau est en mauvais état, que le laitier ne sait même plus être granulé, que l’on revient aux crasses. »[1]
- l'ignorance de la composition, autant due à leur faible intérêt qu'à leur extrême variabilité, a entraîné l'adoption de ce mot : « Il reste toujours à savoir [on est au début du 19e siècle] ce que c'est que cette matière appelée dans quelques autres forges crasses du fer, à cause de sa différence avec le laitier qui sort des fourneaux de fusion[2]. »
- si le terme « décrassage » perdure, les scories d'affinage concernées par cette opération ne sont plus qualifiées de crasses. « Après le décrassage, il faut former de nouveau, dans la deuxième période de soufflage, une scorie possédant de bonnes propriétés de déphosphoration[3]. »

### Définition plus restrictive
En 1878, Emmanuel-Louis Gruner propose un sens un peu plus restrictif :
« On donne enfin de nom de crasses à l'ensemble des matières, ou résidus scoriacés impurs, dont la fusion n'a pas été complète, et qu'il importe de soumettre dérechef au travail métallurgique. »
— E.-L. Gruner, Traité de métallurgie
Cette définition attribue aux crasses quelques caractéristiques notables :
- il ne s'agit pas de scories pures, c'est-à-dire d'oxydes. Du métal ou des éléments utiles (combustible ou réactifs divers) y sont présents, et leur récupération est économiquement intéressante ;
- la fusion complète n'a pas été atteinte. Cela explique son hétérogénéité et l'absence d'équilibre chimique entre le métal en fusion et les crasses qui flottent dessus.

## Crasses d'aluminium
Les crasses, ou écumes d'aluminium, correspondent au mélange d'aluminium et d'alumine qui se forme au dessus du bain métallique en fusion et qui sont collectées par écrémage du bain.
L'écume issue de la production d'alumium primaire, c'est-à-dire à partir de bauxite, est réutilisée dans le procédé en raison de sa teneur élevée (70 %) en aluminium. Par contre, l'écume issue du recyclage, ou « écume d'écume », n'a que 5 % d'aluminium et contient des impuretés incompatibles avec la fabrication d’aluminium. En outre, celle-ci contient généralement un sel (55 à 95 % de chlorure de sodium complété par du chlorure de potassium) qui sert d'agent agglutinant et antioxydant. Son stockage pose problème à cause de sa forte réactivité avec l’humidité. Outre la pollution des sols, certains composés (AlN, Al2S3, AlP,...) réagissent avec l'eau en produisant des gaz toxiques.
| 40 - 60 % | 13 - 15 % | 7 - 10 % | 7 - 10 % | 7 - 10 % | <10 % chacun |

Principe du four rotatif TRF (en).

Le recyclage de l'aluminium consiste généralement en une fusion dans un four rotatif de type TRF (Tilting Rotary Furnace), sous un couvert de sel (300 à 400 kg/t d'aluminium) pour empêcher l’oxydation du mélange et recueillir les impuretés à la surface. Ce recyclage génère de fortes quantités de crasses pauvres en aluminium, ou écume d'écume : de 300 à 800 kg/t d’aluminium. La quantité de crasses et la difficulté à les recycler change suivant les procédés et les matières recyclées. Mais les quantités en jeux sont importantes : rien qu'en Chine, chaque année, 2 Mt de crasses sont stockées.
Le recyclage de la crasse pauvre en aluminium (ou salt slag, black/white dross, salt cake) représente un enjeu environnemental important. Le procédé de recyclage le plus courant commence par un broyage, le plus souvent humide. La fraction soluble des chlorures va dans l’eau et donne une saumure pendant que les gaz toxiques émis sont récupérés. Les grosses particules d'aluminium sont alors séparées de l'alumine par tamisage. Ces particules sont refondues dans un four rotatif à environ 800 °C. Quant à la saumure, une filtration suivi d'une dessiccation permet de séparer les sels, qui sont réemployés dans le processus. Les oxydes insolubles d'aluminium, de calcium et de magnésium sont recyclés comme matériaux inertes (ciment, briques, etc.).
D'autres technologies émergent pour retraiter ces crasses :
- l'utilisation d'une torche à plasma à l'air pour chauffer le four rotatif permet un meilleur rendement thermique : 80 à 95 %, soit une consommation de 263 kWh/t de crasse contre plus de 1 200 kWh/t pour les procédés classiques. La récupération de l'aluminium est aussi meilleure qu'avec les méthodes classiques de fusion. Enfin, la couverture de sel pour protéger la crasse de l'oxydation n'est également plus nécessaire ;
- une oxycombustion dans le four rotatif ;
- un arc électrique dans le four rotatif peut également fondre les crasses. L'avantage est une diminution encore plus forte du volume de fumées émises[5].